# Carlo Scarfoglio
Carlo Scarfoglio (Roma, 16 ottobre 1887 – 22 aprile 1970) è stato un giornalista italiano, figlio di Edoardo Scarfoglio e Matilde Serao.

## Biografia
Trai primi calciatori di Napoli, fu con Nicola Jannone, Angelo Cosenza e i fratelli Antonio e Paolo tra i fondatori nella primavera del 1905 del Football Club Partenopeo
Fu corrispondente nella prima guerra mondiale, diresse "La Nazione" di Firenze (1917-22) e, col fratello Paolo, "Il Mattino" di Napoli (1922-24), fondato dai genitori.
Pubblicò liriche (Bidental, 1939) e saggi politici (La vera Croce, 1939; L'Inghilterra e il Continente, 1937; Davanti a questa guerra, 1942; Il Mezzogiorno e l'unità d'Italia, 1953).
Dal 1951 fu collaboratore del quotidiano "Paese Sera".
Curò per l'editore Vanni Scheiwiller una versione italiana dell'Antologia classica cinese di Ezra Pound (1964).